# Raches
Raches (griechisch Ράχες (f. pl.)) ist der westlichste Gemeindebezirk auf der griechischen Insel Ikaria. Er besteht aus den drei Ortsgemeinschaften Raches, Agios Polykarpos und Karkinagri und ging 2010 aus der gleichnamigen Gemeinde hervor. Mit 101,7 km² ist es der flächengrößte und mit etwa 2163 Bewohnern bevölkerungsärmste Gemeindebezirk Ikarias.
Mit dem Dorf Christos als Zentrum wurde 1918 die Landgemeinde (kinotita) Raches anerkannt und umfasste sieben Dörfer am Nordwesthang des Atheras. Eine eigene Siedlung mit dem Namen Raches in dieser Gemeinde verlor 1920 ihren Status, gleichzeitig wurde der Küstenort Armenistis eingemeindet. 1981 wurden einige kleine Orte als Siedlungen der Gemeinde registriert, darunter auch die Küstensiedlung Nas als Kato Raches. 1997 wurde Raches mit den Nachbargemeinden Agios Polykarpos und Karkinagri zur Stadtgemeinde Raches (Dimos Rachon Δήμος Ραχών) zusammengefasst. Mit der Verwaltungsreform 2010 ging diese Gemeinde in der neu geschaffenen Gemeinde Ikaria auf, die die gesamte Insel umfasst und seither in dieser einen von drei Gemeindebezirken bildet.

## Lage
Das Gebiet ist im Westen von Ikaria gelegen erhebt sich von der Südküste steil aus dem Meer auf eine Höhe von über 900 m und erreicht nordöstlich von Karkinagri mit dem Provatokefalas (Προβατοκεφάλας, 1011 m) seine höchste Erhebung, 4 km von der Südküste entfernt. Von hier fällt das Gelände zunächst ziemlich flach, später etwas stärker nach Nordwesten zum Meer hin ab. Mehrere ganzjährig wasserführende Bäche (Chalaris, Charakas und Mirsonas) entwässern zur Nordküste, weshalb an den Oberläufen von Chalaris und Mirsonas Stauseen angelegt wurden.
Die nächstgelegene Insel Mykonos liegt 45 km entfernt im Westen, nach Chios im Norden beträgt die Entfernung etwa 70 km.

## Gliederung
Der Gemeindebezirk untergliedert sich in drei Ortsgemeinschaften mit zahlreichen kleinen, zerstreut liegenden Siedlungen. Die Einwohnerzahlen entstammen der Volkszählung von 2011.
| Ortsgemeinschaft | griechischer Name                 | Code     | Fläche (km²) | Einwohner 2001 | Einwohner 2011 | Dörfer und Siedlungen |
| ---------------- | --------------------------------- | -------- | ------------ | -------------- | -------------- | --- |
| Raches           | Τοπική Κοινότητα Αγίου Ραχών      | 54010301 | 43,930       | 1238           | 1125           | Christos, Agios Dimitrios, Armenistis, Vrakades, Kares, Nas, Kouniadi, Mavriannos, Nanouras, Xinda, Proespera, Profitis Ilias, Tsakades |
| Agios Polykarpos | Τοπική Κοινότητα Αγίου Πολυκάρπου | 54010302 | 20,107       | 0649           | 0757           | Agios Polykarpos, Agios Pandeleimon, Gialiskari, Kastanies, Kato Lombardades, Lapsachades, Mandria, Moni Mounte                         |
| Karkinagri       | Τοπική Κοινότητα Καρκιναγρίου     | 54010303 | 36,859       | 0351           | 0281           | Karkinagri, Amalo, Voudandades, Kalamos, Langada, Pezi, Trapalo                                                                         |
| Gesamt           | Gesamt                            | 540103   | 100,896      | 2238           | 2163           | |